# ليبي جاكسون
ليبي جاكسون (بالإنجليزية: Libby Jackson)‏ هي فيزيائية بريطانية، ولدت في 18 مارس 1981.